# أوليغ بلوخين
أوليغ فلاديميروفيتش بلوخين (بالأوكرانية: Олег Володимирович Блохін)‏، من مواليد 5 نوفمبر 1952 في كييف في الاتحاد السوفيتي، لاعب كرة قدم سوفيتي سابق، ومدرب كرة قدم أوكراني حالي. درب منتخب أوكرانيا لكرة القدم خلال بطولة كأس العالم لكرة القدم 2006.
كما كان مدربا للمنتخب الأوكراني في يورو 2012
حصل بلوخين على جائزة الكرة الذهبية كأفضل لاعب في العالم عام 1975
لعب مع منتخب الاتحاد السوفيتي لكرة القدم.

## مسيرته الكروية
لعب أوليغ بلوخين خلال مسيرته الاحترافية مع 3 أندية في اثنين وعشرين موسمًا وسجل خلالها 226 هدف ضمن 494 مباراة. حيث فاز في خمسة مواسم بالكأس وفي ثمانية مواسم بالدوري.
خاض أوليغ بلوخين مسيرته مع نادي دينامو كييف في موسم 1969 ليلعب معه تسعة عشر موسمًا، مشاركًا في 432 مباراة سجل خلالها 212 هدف. ثم انتقل إلى فورفرتس اشتاير ‏ في موسم 1987–88 ولمدة موسمين، حيث شارك في 41 مباراة سجل خلالها 9 أهداف. لينتقل بعدها إلى نادي أريس ليماسول في موسم 1989–90 لمدة موسم واحد، مشاركًا في 21 مباراة سجل خلالها 5 أهداف.

## روابط خارجية
- أوليغ بلوخين على موقع الاتحاد الدولي (مؤرشف)  (الإنجليزية)
- أوليغ بلوخين على موقع الاتحاد الأوربي (الإنجليزية)
- أوليغ بلوخين على موقع قاعدة بيانات كرة القدم.إي يو (الإنجليزية)
- أوليغ بلوخين على موقع ناشيونال فوتبول تيمز (الإنجليزية)
- أوليغ بلوخين على موقع أوليمبيديا (الإنجليزية)